# Protochelifer novaezealandiae
Protochelifer novaezealandiae är en spindeldjursart som beskrevs av Beier 1948. Protochelifer novaezealandiae ingår i släktet Protochelifer och familjen tvåögonklokrypare. Inga underarter finns listade i Catalogue of Life.